# 或るアホウの一生
『或るアホウの一生』（あるアホウのいっしょう）は、トウテムポールによる日本の漫画。漫画雑誌『ヒバナ』（小学館）にて2015年4月号（創刊号）から2017年9月号（最終号）まで連載され、以後は漫画アプリ『マンガワン』に移籍して2018年10月18日まで配信された。棋譜監修は橋本崇載。

## あらすじ
将棋のプロ棋士養成機関に所属する高以良瞬が三段リーグ突破を目指して奮闘する。

## 登場人物
高以良瞬
本作の主人公。日本将棋連盟のプロ棋士養成機関奨励会三段。高校3年生。17歳。東京出身。
夏目颯一郎
奨励会三段。17歳。瞬と同門。
迫右羽介
奨励会三段。23歳。広島出身。
牧野司郎
奨励会三段。23歳。
光堂寺
瞬と颯一郎の師匠。
灰島紫紅
瞬が幼い時に将棋を教わった元・プロ棋士。

## 書誌情報
- トウテムポール『或るアホウの一生』小学館〈ビッグコミックス〉、全4巻
  1. 2015年10月7日発売[3]、ISBN 978-4-09-187248-7
  2. 2016年10月12日発売[4]、ISBN 978-4-09-187825-0
  3. 2017年11月10日発売[5]、ISBN 978-4-09-189738-1
  4. 2019年1月18日発売[6]